# Simon Furtlehner
Simon Furtlehner (* 25. August 2001 in Melk) ist ein österreichischer Fußballspieler.

## Karriere
Furtlehner begann seine Karriere beim SV Gottsdorf/MP. Im September 2010 wechselte er zum SV Neumarkt/Ybbs. Im Jänner 2014 wechselte er zum SC Wieselburg. Zur Saison 2014/15 kam er in die AKA St. Pölten, in der er in Folge sämtliche Altersstufen durchlief. Im Jänner 2020 wechselte er zum viertklassigen ASK Kottingbrunn. Für Kottingbrunn absolvierte er insgesamt neun Spiele in der Landesliga.
Zur Saison 2021/22 schloss er sich dem Regionalligisten ASK-BSC Bruck/Leitha an. Für die Brucker spielte er 23 Mal in der Regionalliga. Zur Saison 2022/23 wechselte Furtlehner zum Ligakonkurrenten SV Stripfing. Für Stripfing spielte er 28 Mal in der Regionalliga und stieg mit dem Klub zu Saisonende als Meister in die 2. Liga auf. Sein Debüt in der 2. Liga gab er dann im Juli 2023, als er am ersten Spieltag der Saison 2023/24 gegen den FC Admira Wacker Mödling in der Startelf stand.